# Yoshiaki Fujikawa
Yoshiaki Fujikawa (jap. 藤川 歓晃, Fujikawa Yoshiaki; * 1948) ist ein japanischer Jazzmusiker (Altsaxophon, auch Flöte).
Yoshiaki Fujikawa gehörte in den frühen 1970er-Jahren dem Now Music Ensemble an (mit Hiroaki Katayama, Hozumi Tanaka, Kazutoshi Kakubari, Keiki Midorikawa, Tadashi Yoshida); außerdem arbeitete er in den folgenden Jahren mit Sabu Toyozumi (Sabu - The Message to Chicago, 1974), Keiki Midorikawa (Five Pieces of Cake, 1975), Itaru Oki (Genso Note und Live at Jazz Spot Combo 1975, 1975) und Masahiko Togashi (Voice from Yonder, 1978). Zudem bildete er mit Keiki Midorikawa und Sabu Toyozumi das Free-Jazz-Trio FMT, mit dem er die beiden Alben You Got a Freedom (1979) und Tango (1998) vorlegte.   Mit dem von ihm geleiteten East Asia Orchestra (u. a. mit Sabu Toyozumi, Keizō Inoue, Tatsuji Yokoyama) gastierte er 1984 auf der Jazzbühne Berlin; mit dem Eastasia Orchestra nahm er dann 1985 das Studioalbum Origin auf.